# Samba de bumbo

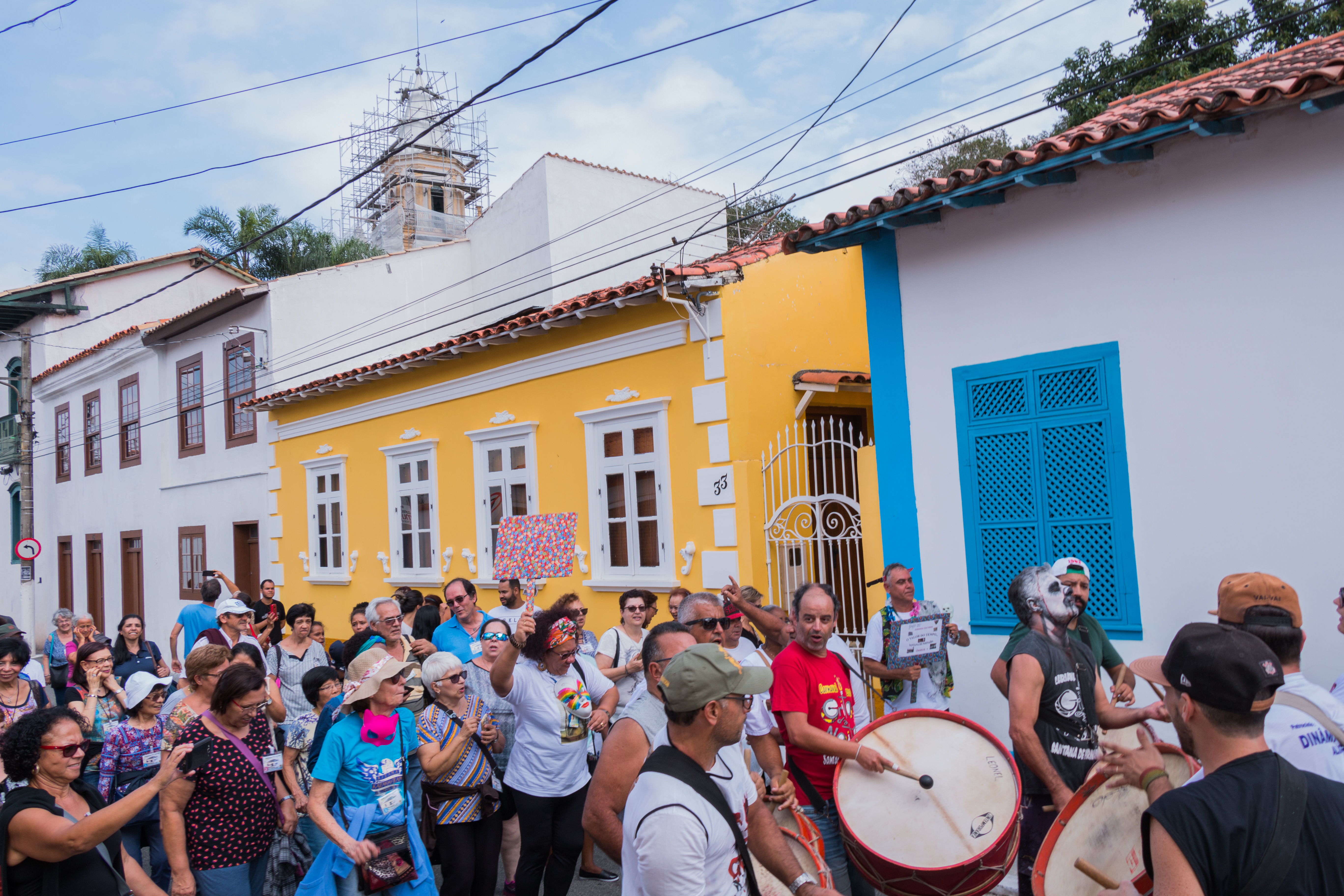
Samba de bumbo no Centro Histórico de Santana de Parnaíba.

O samba de bumbo é um samba típico do estado de São Paulo. Seu desenvolvimento se deu nas fazendas de café do interior do estado no século XIX e tem sua origem entre populações africanas. Com a expansão da lavoura cafeeira, iniciando no Vale do Paraíba em direção às principais bacias hidrográficas da região (Tietê, Piracicaba, Itapetinga, entre outros), o samba de bumbo dinfudiu-se em direção a outras regiões, em especial na região centro-oeste do estado e, posteriormente, na capital, no século XX, quando ex-escravizados migraram do interior.
Devido à sua importância histórica, social e cultural, é reconhecido como Patrimônio Cultural Imaterial do estado de São Paulo e Patrimônio Cultural do Brasil, pelo Instituto do Patrimônio Histórico e Artístico Nacional (Iphan).

## Histórico
O samba de bumbo se desenvolveu inicialmente na região centro-oeste do Estado, durante o séc. XVIII, ao que tudo indica. Entre o final do séc. XIX e início do séc. XX se expandiu ao sul de Minas Gerais e à região metropolitana da capital paulista. A principal razão dessa nomenclatura adotada , samba de bumbo, é que a zabumba, ou bumbo, é o instrumento presente em todos os registros e grupos atuais que praticam esta modalidade. Este se apresenta na maioria das vezes como principal, sendo também aquele que improvisa durante o samba, enquanto as caixas e guaiás, por exemplo, realizam a marcação rítmica. Outros termos como “Samba Rural Paulista”, utilizado por Mário de Andrade, “Samba Lenço”, pelo pesquisador Marcos Ayala, ou “Samba de Roda”, denominação de um dos grupos que praticam este samba em São Paulo, são termos que não abrangem uma característica geral para esta expressão cultural. O aumento da população negra em São Paulo coincidiu com a decadência do estilo de vida caipira tradicional no Estado, e com o desenvolvimento da economia de plantation. No sudeste este processo foi impulsionado pelo café, e é provavelmente nas localidades onde esta atividade era realizada que o samba de bumbo surgiu. No século XIX, com a introdução da cultura cafeeira no Vale do Paraíba, o estado atingiu seu ápice em relação à quantidade da população negra em São Paulo. É importante ressaltar que a predominância da população era de origem estrangeira. Em algumas cidades como Campinas a porcentagem de escravos deste segmento era representado por 80% de sua totalidade.
Este “samba” permaneceu no interior do estado mesmo após o desenvolvimento industrial da capital paulista, embora a cultura caipira paulista tenha contribuído para o seu declínio. Este contingente cultural apresenta uma consistência muito grande em suas tradições e práticas, de modo que a cultura caipira influencia a música dos negros muito mais do que o contrário disso. Desta forma, com a migração rural-urbana, os negros que continuaram no campo viveram contextos de segregação racial, o que influiu diretamente no declínio da continuidade das práticas de samba de bumbo no interior do estado.

## Principais Festas litúrgicas
Nas regiões interioranas, o branco e o negro caipira, devido às duras horas de trabalho, somente realizavam seus festejos, como o samba, em festas religiosas, especialmente as de São João, Santos Reis, Nossa Senhora Aparecida, Bom Jesus, e especialmente a de São Benedito. Estas festas, depois da liturgia religiosa, eram precedidas de bebidas, alimentos, e produções artísticas religiosas e profanas, dentre estas o samba de bumbo. A região centro-oeste do Estado, no caminho para Goiás e Mato Grosso, passando pelo rio Tietê foi onde estiveram concentradas manifestações culturais que deram origem ao samba de bumbo. Esta movimentação cultural ocorreu, em outras razões, pelo tráfico interno de escravos, o que relacionou diferentes modalidades de batuques nessas regiões. Como já dito, estas modalidades de batuque tinham um mesmo contingente cultural, principalmente no que diz respeito ao idioma comum entre estes, o que facilitou a integração.

## Santana de Parnaíba: o início
Santana de Parnaíba foi a primeira cidade que recebeu uma quantidade expressiva de escravos dentro do Estado de São Paulo, em função da descoberta de Ouro na cidade no século XVII. Atualmente é também uma das cidades com maior “incentivo” por parte das instituições oficiais às práticas culturais ligadas ao samba de bumbo. Na região metropolitana da capital paulista as manifestações culturais afro-brasileiras apresentaram uma maior dinâmica em seu desenvolvimento. Isso porque no contexto social desta localidade não existia uma tradição cultural hegemônica de determinado grupo étnico, como havia nas regiões rurais. Deste modo, a aglutinação de contingentes culturais negros em grande escala possibilitava o desenvolvimento do samba, embora este tenha sofrido muita repressão pelas instituições oficiais onde era praticado.
|  |
|  |

|  |
|  |

|  |
|  |

|  |
|  |

|  |
|  |

|  |
|  |

## Samba de bumbo e samba paulistano (cordões carnavalescos)
O samba realizado na capital do Estado sofreu influência do samba de bumbo, especialmente o praticado em Pirapora do Bom Jesus. Muitos de seus realizadores como o sambista Geraldo Filme e Dionísio Barbosa foram frequentadores das festas religiosas de Pirapora, sendo este último, o possível fundador do primeiro Cordão Carnavalesco Paulistano. Um exemplo disso é que até meados da década de 1960, o Bumbo foi utilizado nos desfiles dos cordões carnavalescos e escolas de samba da capital paulista. As características que remetiam ao samba de bumbo nos cordões e, posteriormente, nas escolas de samba, passaram a ser gradativamente excluídas do carnaval paulistano após a utilização do estatuto carioca, em 1968, para os desfiles na cidade. Pirapora do Bom Jesus foi o ponto aglutinador desta manifestação cultural. Desde o século XVIII até meados XX representava uma importante celebração religiosa no Estado, sendo esta modalidade de samba muito presente dentro da parte profana deste festejo.

## Atualidade
O samba de bumbo é praticado atualmente nas cidades de Mauá (Grupo "Samba-lenço"), Piracicaba, Pirapora do Bom Jesus (grupos "Samba de Roda" e "Vovô da Serra Japi"), Quadra (grupo "Filhos de Quadra"), Rio Claro, Santana de Parnaíba (grupos "Grito da Noite", "Treze de Maio" e "Samba do Pé Vermêio) e Vinhedo (grupo "Samba da Dona Aurora"). Além disso, grupos de outras localidades como Sorocaba estão reativando suas atividades, talvez pelo grande número de pesquisas e incentivo das prefeituras à “preservação” das atividades culturais que representam parte do contexto histórico das cidades. Este tipo de samba ocorreu em outras regiões no interior de São Paulo como Campinas, Itu, Salto e em outros estados como Minas Gerais. Desta forma, pesquisas são necessárias ainda para um entendimento maior do samba de bumbo enquanto manifestação tradicional-popular afro-brasileira, principalmente no Estado de São Paulo.